# Tatsuya Furuhashi
Tatsuya Furuhashi (jap. 古橋 達弥 Furuhashi Tatsuya; ur. 7 listopada 1980) – japoński piłkarz występujący na pozycji napastnika.

## Kariera klubowa
Od 1999 roku występował w klubach Honda, Cerezo Osaka, Montedio Yamagata i Shonan Bellmare.